# Make Mine a Million
Make Mine a Million är en brittisk komedifilm från 1959 i regi av Lance Comfort.

## Handling
Tvättmedelsförsäljaren Sid behöver göra TV-reklam för sina varor. Problemet är att han saknar pengar och därför bestämmer han sig för att, tillsammans med vännen Arthur tränga sig in i bild vid diverse direktsända evenemang.

## Rollista i urval
- Arthur Askey - Arthur Ashton
- Sid James - Sid Gibson
- Clive Morton - TV-chefen
- George Margo - Sids livvakt
- Bernard Cribbins - Jack
- Bruce Seton - polisintendent James
- Kenneth Connor - nervös man
- Barbara Windsor - kontrollbordsoperatör
- Sam Kydd - rånare
- Gordon Jackson - bandledare